# Ivan Basso
Ivan Basso (Gallarate, 26 de Novembro de 1977) é um ciclista profissional da Itália, que corre actualmente pela equipa Liquigás. Basso é um dos melhores trepadores (escalador ou montanhista, no Brasil) do mundo e muito forte em corridas por etapas.

## Biografia
Como amador, ele terminou em segundo nos Campeonatos de Mundo em Juniores (1995). O seu primeiro grande resultado foi ter-se sagrado campeão do mundo na categoria sub-23 em 1998. Tornou-se profissional em 1999 e em 2001 deu o seu primeiro grande salto, indo para a equipa Fassa Bortolo. Foi aí que se revelou ao mundo como um grande ciclista.
Em 2002 foi 11º na Volta à França, ganhando a camisola branca, símbolo do líder da classificação como melhor jovem (até 25 anos). Em 2003 fez ainda melhor: sétimo lugar. Para dar mais brilhantismo a este resultado, foi o facto de Basso ter feito a corrida "sozinho", dado que a equipa Fassa Bortolo, da qual fazia parte, estava vocacionada a ajudar nas etapas planas o seu sprinter, Alessandro Petacchi.

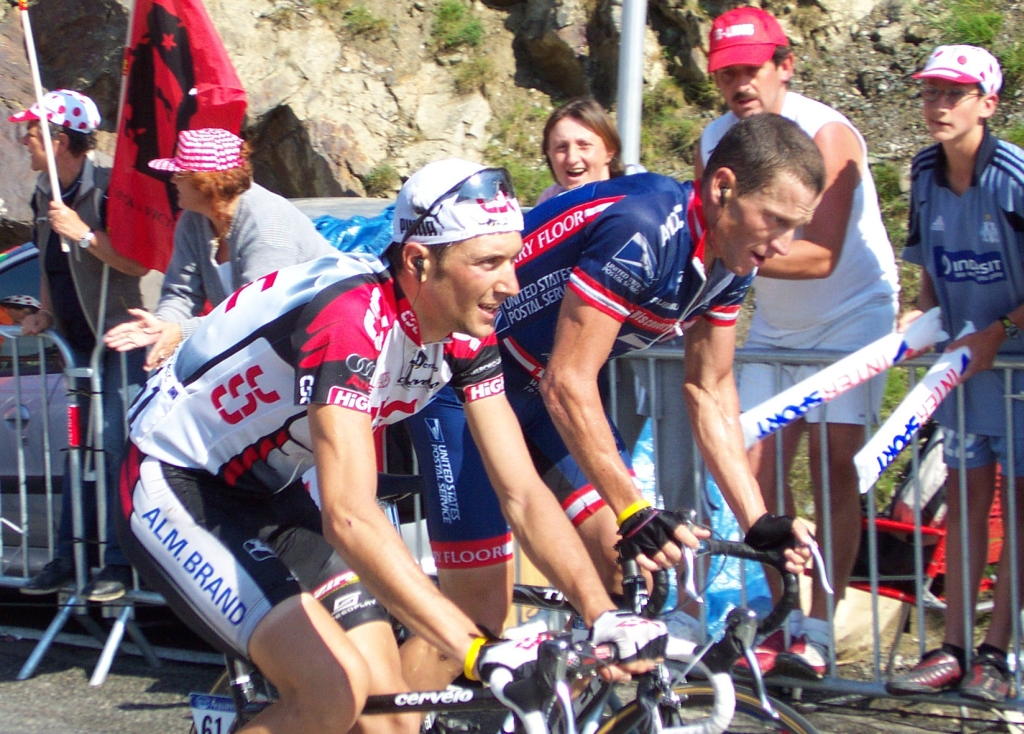
Basso ao lado de Lance Armstrong, na 12ª etapa da Tour de France de 2005, a qual venceu.

Basso acabou por sair da Fassa, em ruptura com o director desportivo da equipa. Em 2004 assinou pela CSC. Nesse ano esteve brilhante no Tour, vencendo a 12ª etapa que tinha a chegada em La Mongie. Finalizou essa edição do Tour na 3ª colocação, fraquejando apenas nos contrarrelógios.
Em 2005, Basso atacou a Volta à Itália. Chegou a estar com a camisola rosa (símbolo da liderança), mas na 14ª etapa acabou por perder 40 minutos, devido a problemas de estômago, acabando com as suas hipóteses de vencer a corrida. Mesmo assim recuperou e ainda foi vencer duas etapas nessa edição do Giro: a 17ª e a 18ª. Esta última era em contra-relógio, a fraqueza que Basso andava a combater. Na Volta à França, Basso conseguiu ser 2º, acompanhando Lance Armstrong na montanha, um proeza para poucos. Acabou a 3'47" do vencedor.
Depois desta prestação, Basso assinou até 2008 com a CSC, sendo um dos grandes favoritos para a Volta à França - 2006.
No entanto o ciclista acabaria por não chegar a alinhar na Grand Boucle, dado o seu nome ter sido envolvido na designada operação Puerto, levada a cabo pela Guardia Civil espanhola, no sentido de desmantelar uma rede de doping comandada pelo médico espanhol Eufemiano Fuentes. Posteriormente Ivan Basso, ao não haver provas fidedignas contra si foi ilibado do caso, e em Outubro de 2006 viu ser lhe reatribuída a sua licença de ciclista profissional. contudo, a sua equipa CSC decidiu prescindir dos seus serviços, falando-se da possibilidade do trepador italiano ingressar na Americana Discovery Channel.
A possibilidade de Ivan Basso ingressar na equipa Americana Discovery Channel de Johan Bruyneel tornou-se realidade em 2006 e Basso deixou a Team CSC, equipa que o levara à sua última grande vitória no Giro d'Italia.
Mais tarde, Basso acabou confessando a intenção de se dopar quando pressionado pelo Comitê Olímpico Italiano a permitir a comparação de seu DNA com amostras de sangue apreendidas pela Operación Puerto e deixou a equipa Discovery Channel. Em 2008 após dois anos de suspensão, assinou contrato com a equipa Liquigás, onde ainda permanece.
Em 2010 conquista o Giro d'Italia pela segunda vez, com uma excelente performance nas etapas de montanha. Foi seu primeiro grande título após o período de afastamento por doping.